# Вовуса
Вову̀са или на арумънски Баяса или Бъяса (на гръцки: Βοβούσα, варианти Μπαϊεάσα, Βωβούσα) е село в Северозападна Гърция, дем Загори, област Епир. Селото традиционно има арумънско (влашко) население.

## История
„Въ селото Вовуса, което лежи въ долината, има много бичкийници, които си донасятъ материала отъ горитѣ. Тѣ не обръщатъ внимание на бѫдѫщето на гората, а я сѣкатъ както завърнатъ. Ако падне нѣкое дърво тъй, че имъ е невъзможно да го отнесатъ, то тамъ си го и оставятъ. Или пъкъ изсичатъ една часть отъ гората съвършенно, както голѣмитѣ, тъй и малкитѣ дървета и тогазъ взематъ само туй, което имъ влиза въ работа. Отъ силнитѣ дъждове земята се измива и скалата се явява на бѣлъ свѣтъ. Дърветата ги влѣкатъ низъ стръмнината, нарѣзватъ ги на дъски и ги разпращатъ изъ цѣлия Епиръ...
Селото е разположено отъ двѣтѣ страни на рѣката Вовуса, която всѣкога е многоводна. Тукъ се намира и единъ каменъ мостъ, съ голѣмъ сводъ, който е единственъ въ горнето ѝ течение и затова прѣзъ лѣтото прѣминаватъ много хора прѣзъ селото. Населението се състои отъ 120 аромѫнски фамилии и се занимава съ дърводѣлство, платнарство и скотовъдство. Послѣднйото не е тъй развито, както въ селото Периволи, а тѣсната рѣчна долина не дава мѣсто за земледѣлие. Въ срѣдата на селото на една скална издаднина се намира казармата, въ която живѣятъ войници и се поддържатъ отъ общината, защото често пѫти селото е нападано отъ разбойници и откарвали съ себе си по-богатитѣ хора, които пущали срѣщу откупъ.“
Преди 1912 година в селото има румънско училище с директор Таки Вашоти (Tache Vaşoti) от Баяса.
| Година    | 1913 | 1920 | 1928 | 1940 | 1951 | 1961 | 1971 | 1981 | 1991 | 2001 | 2011 | 2021 |
| --------- | ---- | ---- | ---- | ---- | ---- | ---- | ---- | ---- | ---- | ---- | ---- | ---- |
| Население |      |      |      |      |      |      |      |      | 136  | 150  | 115  | 132  |